# Холмовское (озеро, Вельский район)
Холмовское — озеро в системе верхопуйских озёр на северо-западе Вельского района Архангельской области. Озеро соединено с Верхопуйским озером, впадающая и вытекающая река — Пуя. Озеро вытянуто с юга на север примерно на 3,9 километра, максимальное расстояние между берегами около 500 метров в северной части озера. Озеро глубокое, нередко встречаются глубины больше 10 метров. Берега холмистые, высокие, покрытые сосновым бором. Озеро живописно и часто посещается рыбаками. Преобладающая в уловах рыба — окунь и плотва, Также водится щука, ёрш, налим и лещ.
По левой стороне в озеро впадают ручей Марфин и река Большая Семёновка.
Площадь водоёма 1,1 км², водосборная площадь 401 км².

## Населённые пункты
В южной части озера, в месте истечения реки Пуя находится деревня Палкино муниципального образования «Липовское».